# Bertram Meier
Bertram Johannes Meier (ur. 20 lipca 1960 w Buchloe) – niemiecki biskup rzymskokatolicki, biskup diecezjalny Augsburga od 2020.

## Życiorys
Święcenia kapłańskie otrzymał 10 października 1985 w Rzymie przez Franza Königa i został inkardynowany do diecezji Augsburga. W latach 1996–2001 pracował w watykańskim Sekretariacie Stanu. Był też m.in. przewodniczącym wielu diecezjalnych komisji i wydziałów (m.in. wydziału duszpasterskiego). W 2019 mianowany tymczasowym administratorem diecezji.
29 stycznia 2020 papież Franciszek mianował go biskupem diecezjalnym Augsburga. Sakry udzielił mu 6 czerwca 2020 kardynał Reinhard Marx.